# Nicesipoli
Nicesipoli (in greco antico: Νικησίπολι?, Nikesìpolis, letteralmente "vincitrice di città"; Fere, ... – dopo il 342 a.C.) è stata una principessa greca antica, amante o moglie di Filippo II di Macedonia e madre di Tessalonica.

## Biografia
Ateneo testimonia che Filippo II di Macedonia ebbe i figli Tessalonica e Filippo III Arrideo da due donne tessale (senza specificare se fossero mogli legittime o concubine): rispettivamente Nicesipoli e Filinna.
Probabilmente Nicesipoli morì poco tempo dopo la nascita di Tessalonica (342 a.C.) perché quest'ultima fu allevata da Olimpiade d'Epiro, moglie di Filippo e madre di Alessandro Magno.
Nicesipoli (o Filinna) potrebbe essere stata la donna tessala della quale Olimpiade era gelosa, secondo la testimonianza di Plutarco.